# Purga d'Ansei
La Purga d'Ansei (安政の大獄, Ansei no Taigoku, "L'empresonament massiu d'Ansei) va ser un esdeveniment que va durar més d'un any, ocorregut durant el període Bakumatsu de l'època japonesa. Els fets van ocórrer entre els anys 1858 i 1860. Va ser perpetrada pel Shogunat Tokugawa va empresonar, executar o va exiliar a qui no recolzava la seva autoritat i les seves polítiques del comerç exterior. La purga va ser perpetrada per en Ii Naosuke en oposició als lleials imperials.

## Història
La Purga d'Ansei va ser ordenada per Ii Naosuke en nom de la facció bakufu. Va ser el ministre principal durant el període anterior a la restauració Meiji i va formar part del Kōbu gattai, moviment al que s'oposava "Reverencia l'emperador, expulsa l'estranger" de la facció Sonnō jōi. La purga es va dur a terme en un esforç per sufocar l'oposició als tractats comercials amb els Estats Units, Rússia, la Gran Bretanya, França i els Països Baixos, particularment en virtut del Tractat d'Amistat i Comerç entre els Estats Units i el Japó. La purga implicava l'eliminació del poder mediant empresonament, tortura, exili o execució. Per repressió també a qui s'oposava a la successió de Tokugawa Iesada i el Kōbu gattai o les polítiques que pretenien unir la cort imperial i el shogunat. Algunes de les víctimes van incloure els Sonnō jōi., el grup que es va oposar al nomenament de Tokugawa Iemochi, i Hitotsubashi Keiki, el candidat del clan Mitō, que era una de les tres branques del clan Tokugawa.
Japó va caure en el caos després de la purga d'Ansei. Els elements que buscaven venjança, en particular els radicals Chōshū i els simpatitzants de les víctimes, entre tots van llançar un terrorisme generalitzat. Ii Naosuke va ser assassinat per una banda de samurais i rōnin de Mito. Qui va patir la purga van ressorgir a la política nacional, com en Hitotsubashi Keikei i Matsudaira Shungaku. També van augmentar els atacs contra els occidentals.

## Víctimes
Més de 100 persones van ser víctimes de la purga. Els homes van ser obligats a abandonar llocs dins del bakufu, o del lideratge han o de la cort imperial a Kyoto. Les víctimes de la purga van ser: 
Pena de mort: 
- Shoin Yoshida
- Hashimoto Sanai

Arrest domiciliari permanent: 
- Mito Nariaki
- Nagai Naoyuki
- Princesa Kuni Asahiko

Arrest domiciliari: 
- Hitotsubashi Yoshinobu
- Tokugawa Yoshikatsu
- Matsudaira Shungaku
- Date Munenari
- Yamauchi Yōdō
- Hotta Masayoshi

## Cronologia
- 1858: Començament de la purga d'Ansei
- 1859: Arrestos i investigacions continuen
- 24 de març del 1860: Ii Naosuke és assassinat al pont Sakurada al Castell d'Edo.